# グラス・アニマルズ
グラス・アニマルズは、2010年に英オックスフォードで結成されたイギリスのインディー・ロック・バンド。メンバーは、シンガーソングライター兼プロデューサーのデイヴ・ベイリー、そして彼の幼い頃からの友人である、ジョー・シーワード、ドリュー・マクファーレン、エド・アーウィン-シンガーの4人。ファースト・アルバム『Zaba』（2014）には大ヒット・シングル「Gooey」が収録されており、米国でプラチナ認定を取得。2枚目のフル・アルバム『How to Be a Human Being』は、2018 MPG Awardsで「UK Album of the Year」と「Self Producing Artist of the Year」の2部門を受賞。また、マーキュリー賞の最終候補リストにも選ばれた。3枚目のアルバム『Dreamland』は全英アルバム・チャートで2位を、全米アルバム・チャートで7位を獲得した。
『Dreamland』の収録曲「Heat Waves」は2021年2月にオーストラリアのチャートで1位を獲得。さらに、同年10月には全英でも5位を記録した。

## バックグラウンド

### 2012–2015：EPとデビュー・アルバム『Zaba』

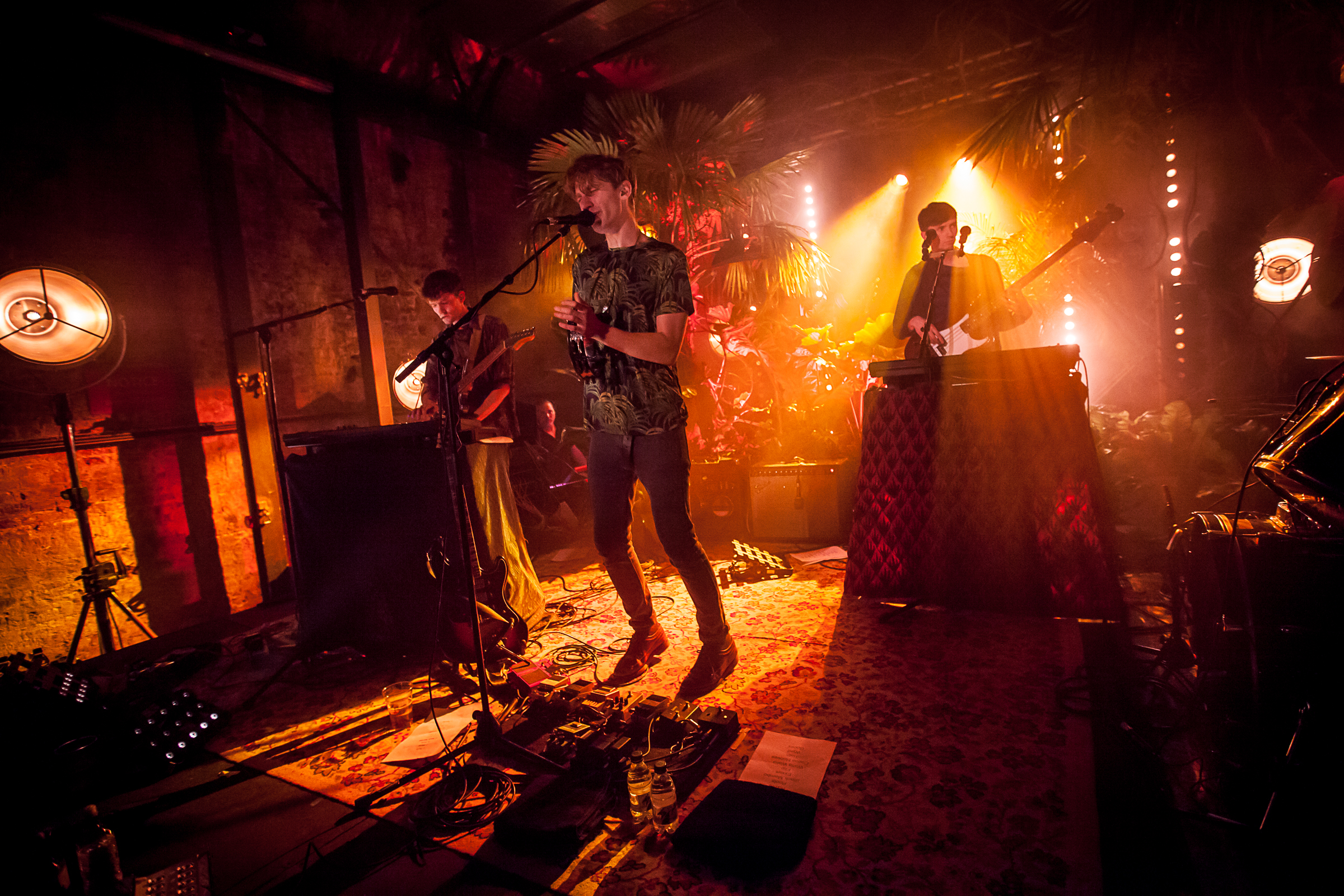
2014年に演奏するグラス・アニマルズ

グラス・アニマルズは2012年5月28日にデビューEP『Leaflings』をリリース。同EPは、Kaya Kaya Recordsからリリースされた。当時、リードシンガー兼ギタリストのデイヴ・ベイリーはキングス・カレッジ・ロンドンの医学校に通っていたが、グラス・アニマルズがアデルのプロデューサーであるポール・エプワースに見出され、彼のレーベルWolf Toneとの契約を締結した後、中退した。
2013年、バンドはヨーロッパで『Black Mambo / Exxus EP』を、アメリカで『Glass Animals EP』をリリース。楽曲「Black Mambo」のデジタルリリースは、オンライン・レビューを通じて注目を集めた。 
2014年、バンドは初めて米国を訪れ、テキサス州オースティンのサウス・バイ・サウスウエストで演奏。「Pools」、「Gooey」、そして「Hazey」の3曲を新たにリリースした。
2014年6月6日にデビュー・アルバム『Zaba』を発売。バンドは2015年内だけで130以上もの公演を行った。

### 2016–2019：『How to Be a Human Being』

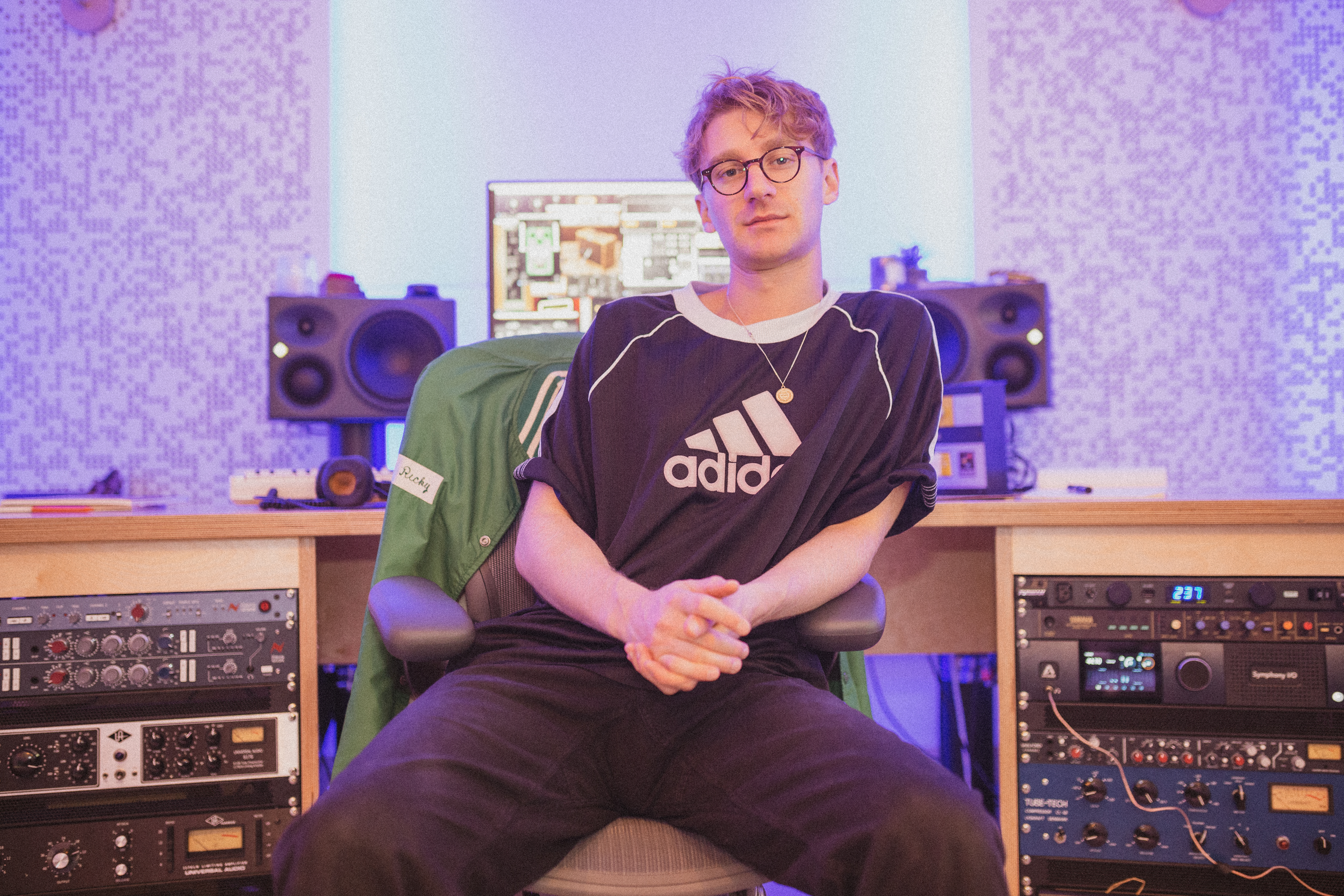
グラス・アニマルズのフロントマン、デイヴ・ベイリー

2016年5月16日、セカンド・アルバム「How to Be a Human Being」からのリード・シングル「Life Itself」をリリース。同楽曲は米ビルボード・オルタナティヴ・ソングス・チャートにて14位を記録。また、ミュージック・ビデオは2016年6月7日に公開された。
同年7月25日、アルバムからのセカンド・シングル「Youth」がリリース。 EAスポーツの人気のサッカーゲーム FIFA 17 のサウンドトラックに起用された。
8月22日、アルバムからの3枚目のシングル「Season 2 Episode 3」をリリースした。 
フル・アルバム『How to Be a Human Being』は、2016年8月26日に、ヨーロッパでは Wolf Tone と Caroline International から、米国では Harvest Records からリリースされた。彼らは6つの都市（シンガポール、シドニー、オークランドなど）のレーンウェイ・フェスティバルに出演した。
2018年7月、ドラマーのジョー・シーワードがダブリンでサイクリング中に大型トラックと衝突し、重傷を負う。バンドは同年に残っていたツアー日程をキャンセルした。 

### 2019年〜現在：『Dreamland』
『How to Be a Human Being』のツアー後、デンゼル・カリーとのデュエット曲「Tokyo Drifting」（2019）と「Your Love（Déjà Vu）」(2020）の2曲をリリース。その後、シングル「Dreamland」を2020年5月に発売し、 アルバム『Dreamland』のリリースを発表した。 

6月28日、バンドはアルバム発売の延期を発表。延期の理由について「ブラック・ライヴズ・マター運動や、世界中で議論が行われている人種差別や警察による議論に焦点を当てるため」と明かした。
その後、『Dreamland』は2020年8月7日にPolydor Recordsからリリース。 Atwood Magazineのインタビューで、デイヴ・ベイリーは、「このレコードでは、正直で、これまでにないほど自分たちを表した作品を作ることだった」とコメント。アルバムは全英アルバム・チャート2位を記録した。
アルバムに収録されている「Heat Waves」はFIFA 21のサウンドトラックに選出。2020年10月13日にはAppleがHomePod miniを発表したイベントにも使用された。
2021年1月23日、「Heat Waves」は、オーストラリアのTriple J Hottest 100で1位を記録し、「Tangerine」は18位、「Your Love（Déjà Vu）」は51位にランクイン。翌月、「HeatWaves」はオーストラリアARIAシングル・チャートで1位を獲得した。 さらに、2021年10月に全英シングル・チャートで5位を記録、そして2021年11月には、全米シングルチャートでもTOP10入りを果たすと共に、翌2022年の3月12日付け、全米シングルチャートで1位を射止め、4週連続1位を記録するヒットとなった。

## 音楽スタイル
グラス・アニマルズの音楽スタイルは、サイケデリック・ポップ、   インディー・ポップ、   インディー・ロック、   、エレクトロニック・ロックと言われている。 

## バンドメンバー
- デイヴ・ベイリー [21] [22] – リードヴォーカル、ギター、キーボード、ドラム、タンバリン
- ドリュー・マクファーレン[23] [24] – ギター、キーボード、バックボーカル
- エド・アーウィン-シンガー[23] [25] – ベースギター、キーボード、バックボーカル
- ジョー・シーワード[23] [26] – ドラム、パーカッション

## ディスコグラフィー

### アルバム
- 『Zaba』(2014年6月6日）
- 『How to Be a Human Being』（2016年8月26日）
- 『Dreamland』（2020年8月7日）